# Parowiec Willie
Parowiec Willie (ang. Steamboat Willie) – film animowany w reżyserii Walta Disneya i Uba Iwerksa, jeden z pierwszych dźwiękowych filmów animowanych. Film miał premierę 18 listopada 1928 roku. Był trzecim filmem z Myszką Miki i źródłem sukcesu tej postaci. Nawiązywał do filmu aktorskiego Marynarz słodkich wód (org. Steamboat Billy Jr.) z Busterem Keatonem.
W 1998 roku został wprowadzony do Narodowego Rejestru Filmowego Stanów Zjednoczonych jako film „znaczący kulturowo, historycznie bądź estetycznie”. Z nadejściem dnia 1 stycznia 2024 r. film trafił do domeny publicznej.

## Obsada głosowa
- Walt Disney –
  - Myszka Miki,
  - Myszka Minnie,
  - Czarny Piotruś,
  - papuga

## Produkcja
Parowiec Willie powstał w trudnym dla Disneya momencie – jego filmy nie odnosiły sukcesu, a większość pracowników przeniosła się do konkurencji. Próba stworzenia udźwiękowionego filmu animowanego była więc przedsięwzięciem ryzykownym. Kreskówka powstawała latem 1928 roku w tempie 700 rysunków dziennie. Autorem scenariusza oraz pomysłodawcą sposobu wykorzystania dźwięku w filmie był Walt Disney, nad rysunkami pracował m.in. Ub Iwerks; przy filmie pracował też Wilfred Jackson.
Disney od początku kładł duży nacisk na udźwiękowienie filmu, rozpoczął więc poszukiwania technologii, która mogła spełnić jego oczekiwania. Interesował się m.in. systemem RCA Photophone, z którego korzystał Paul Terry, ale nie zdecydował się na niego ze względu na wysokie koszty. 15 września 1928 roku Disney spróbował dograć dźwięk do animacji z pomocą 20-osobowej orkiestry, mającej doświadczenie w towarzyszeniu niemym filmom. Próba ta okazała się jednak nieudana, więc Disney stworzył nową kopię filmu, która oprócz samej animacji zawierała rysunek podskakującej piłki, której ruchy miały kierować orkiestrą. Ta technika pozwoliła ostatecznie na udane nagranie warstwy dźwiękowej 30 września 1928 roku.
Parowiec Willie był jedną z podejmowanych ówcześnie prób udźwiękowienia filmu animowanego (inne to m.in. Czas na obiad Paula Terry’ego oraz My Old Kentucky Home braci Fleischerów). Od pozostałych odróżniał go jednak fakt, że Disney nie próbował uczynić z dźwięku tła dla animacji, ale potraktował go jako integralny element akcji i tworzywo gagów. Tak więc dialogi w filmie obejmują zaledwie kilka słów, ścieżkę dźwiękową stanowią natomiast głównie muzyka i zsynchronizowane z animacją efekty dźwiękowe, m.in. dźwięki nietypowych „instrumentów” (zwierzęta, garnki i.in.), na których gra główny bohater.